# 豊受大神社
豊受大神社（とゆけだいじんじゃ）は、京都府福知山市大江町天田内にある神社。旧社格は府社。元伊勢伝承地の1つ。

## 概要
豊受姫命は、雄略天皇の時に丹波国から遷宮して伊勢神宮外宮に祀られたとされる。当社はその元伊勢伝承地の1つで、豊受大神宮（伊勢神宮外宮）の元宮であるとの伝承から、「元伊勢外宮」とも称される。
市内大江地域には当社の他にも以下の元伊勢伝承の神社があり、総称して「元伊勢三社」と呼ばれている。
| 福知山市大江町の元伊勢三社 | 福知山市大江町の元伊勢三社 | 福知山市大江町の元伊勢三社             |
| -------------------------- | -------------------------- | -------------------------------------- |
| 皇大神社                   | 福知山市大江町内宮         | 皇大神宮（伊勢神宮内宮）の元宮伝承地   |
| 豊受大神社                 | 福知山市大江町天田内       | 豊受大神宮（伊勢神宮外宮）の元宮伝承地 |
| 天岩戸神社                 | 福知山市大江町佛性寺       | 皇大神社奥宮                           |

## 祭神
主祭神
- 豊受姫命 - 伊勢の豊受大神宮（外宮）祭神

相殿神
- 日子番能邇邇芸尊
- 天児屋根命
- 天太玉命

## 歴史
延暦23年（804年）の『止由気宮儀式帳』に、雄略天皇が天照坐皇太神の夢託を蒙り、御饌都神（みけつかみ）として等由気太神（豊受大神）を丹波国から伊勢に迎えたのが外宮であると記す。それに基づいて当神社は雄略天皇22年に伊勢へ遷座したその故地であるという（『丹後風土記』）。あるいは、元鎮座地は比沼麻奈為神社（現京丹後市峰山町久次に鎮座）であるが、雄略天皇22年に伊勢へ遷座する途中で当神社の地にしばらく鎮座し、その跡地に建立したものであるともいう（『加佐郡誌』）。また、それとは別に、用明天皇の第3皇子である麻呂子親王が当地の鬼を退治するに際して、内宮（現皇大神社）とともに勧請したものであるとの異伝もある（宝暦11年（1761年）の『丹後州宮津府志』））。
近世以前の沿革は不明であるが、江戸時代には明暦2年（1656年）に宮津藩主京極高国が将軍家綱の疱瘡平癒を祈願して社殿を造営し（社蔵棟札）、延宝5年（1677年）に同永井尚長が4石6斗4升2合の社領を寄せ、以後藩家は変わりながらも歴代藩主の社参や代参、寄進等の崇敬を受けたという。
昭和5年（1930年）府社に列し、戦後は神社本庁に参加している。

## 境内

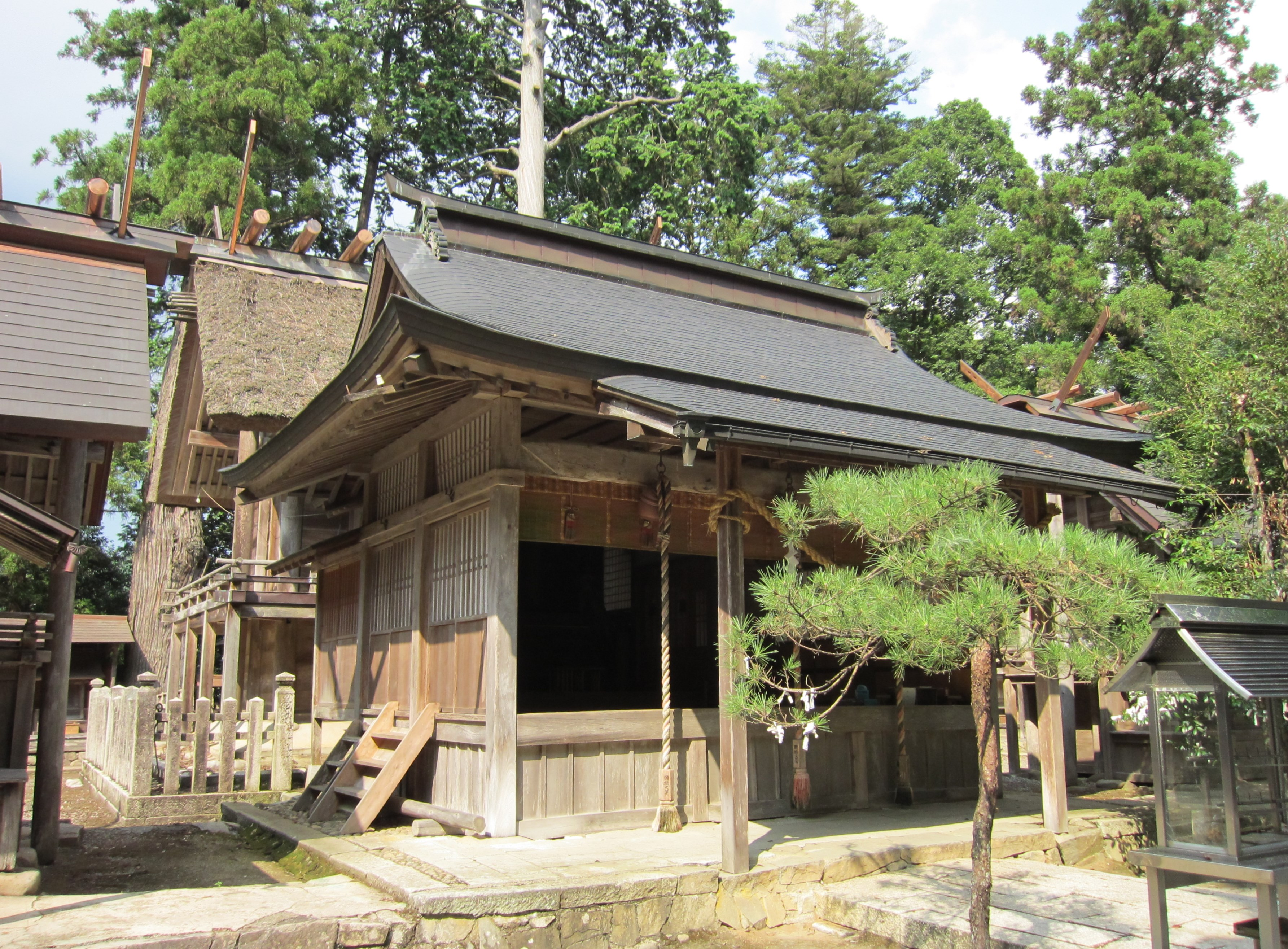
拝殿と本殿（奥） 本殿は桁行3間梁間2間の神明造茅葺。外削ぎの千木を持ち、棟に鰹木を置く。かつては60年に1度の式年遷宮が行われていたという[5]。現在の本殿は明治7年（1874年）の造替。
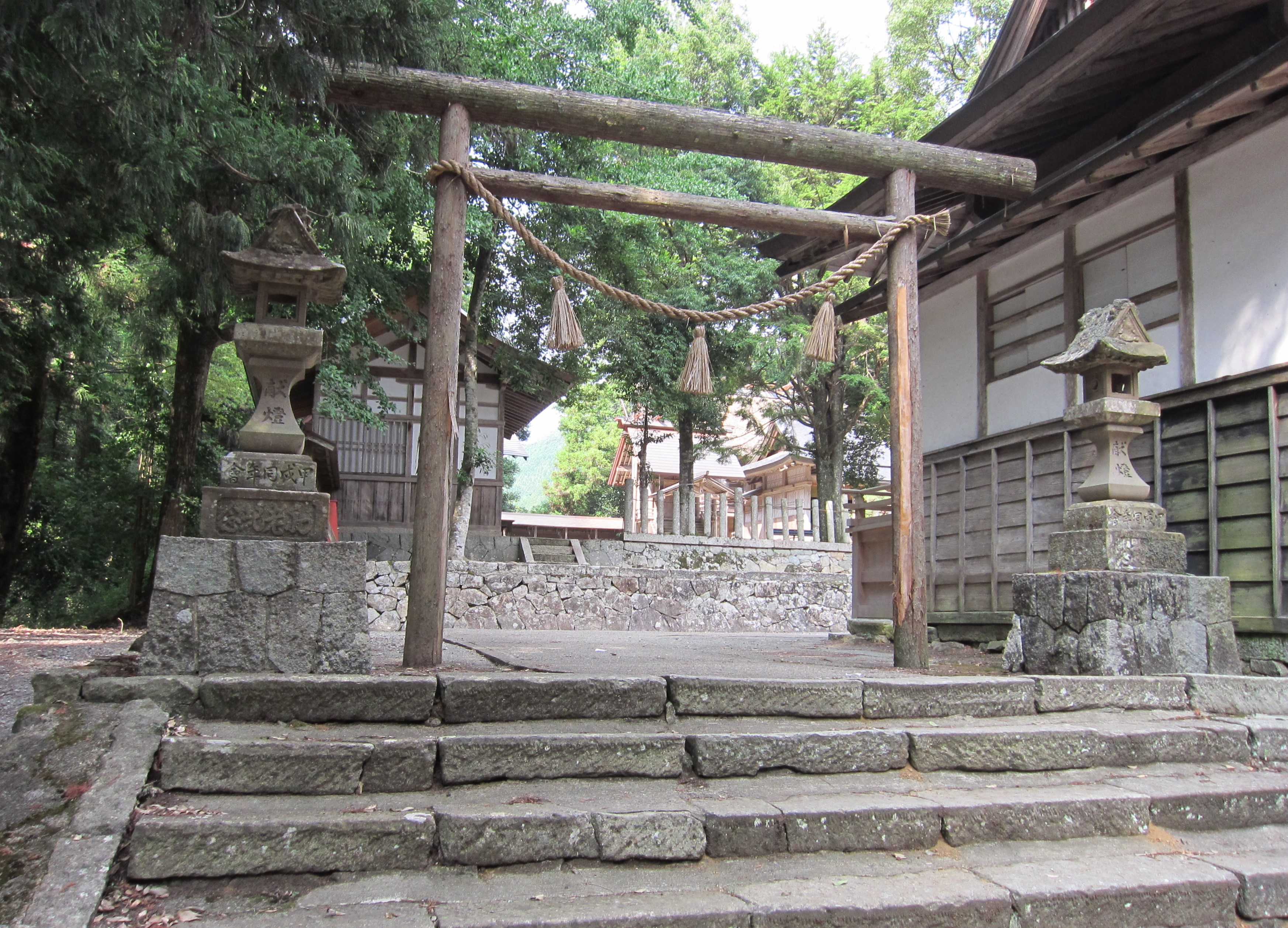
鳥居　皇大神社と同じく黒木造りの鳥居。類似した鳥居に野宮神社の鳥居がある。

- 神楽殿 - 寄棟造柿葺

## 摂末社

### 摂社（別宮）
本殿周辺に鎮座する。
- 多賀神社 - 拝殿左
- 土之神社 - 拝殿右
- 月読宮 - 本殿左後方
- 風之宮 - 本殿右後方

### 末社

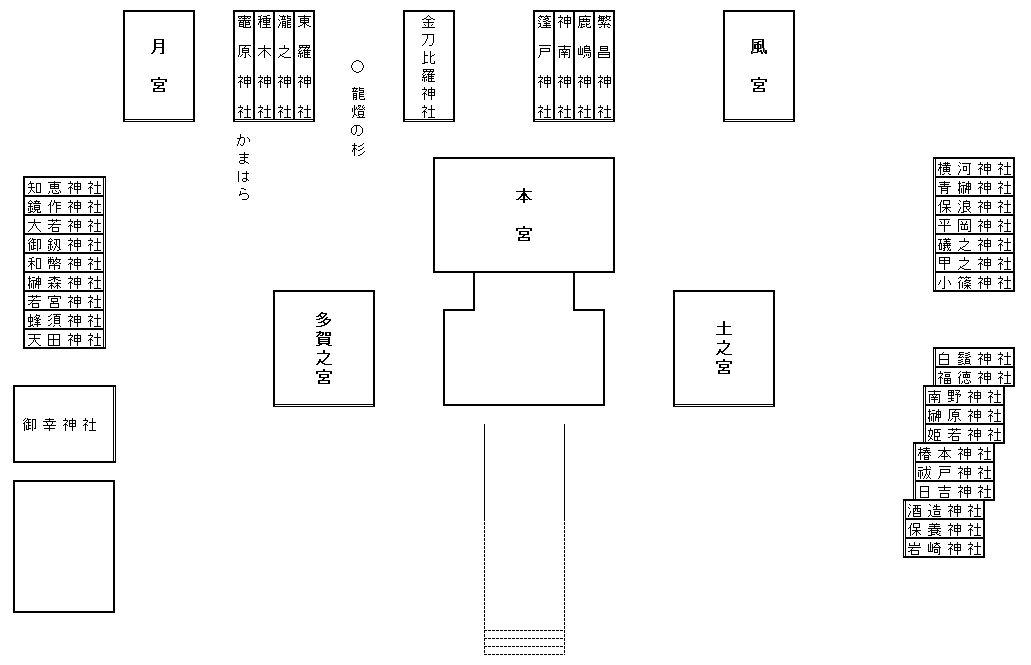
社殿の配置図．

- 計37社

本殿を囲む形でコの字形に配置される。当神社には御師的な役割をはたす37軒の社家があり、37社の末社はそれぞれの社家が1社ずつ祀っていたという。 

## 現地情報
所在地
- 京都府福知山市大江町天田内字東平178-2

交通アクセス
鉄道
- 最寄駅：京都丹後鉄道宮福線 大江高校前駅 （徒歩約15分）

車
- 京都府道9号綾部大江宮津線

周辺
- 宮川 - 当社近くを流れる川。伊勢神宮（外宮）近くの宮川と同名